# APEC Perú 2016
El APEC Perú 2016 fue la vigésimo octava (XXVIII) reunión anual del Foro de Cooperación Económica Asia-Pacífico (en inglés, Asia-Pacific Economic Cooperation, APEC) y vigésimo cuarta (XXIV) de sus líderes, realizada en Lima entre el 19 y el 20 de noviembre de 2016.
El lema de la reunión fue «Crecimiento de calidad y desarrollo humano» («Quality Growth and Human Development»), y fue la segunda vez que el país andino tuvo la condición anfitrión de la cumbre y la presidencia del organismo multilateral desde su ingreso en 1998.
Los temas ejes fueron el fortalecer el libre comercio, desarrollar el capital humano, integrar a las pymes y resguardar la seguridad alimentaria. Además se abordaron el comercio, turismo, agricultura, mediana y pequeña empresa, medio ambiente e inclusión social. Asimismo se realizaron más de 160 reuniones técnicas y sectoriales con la participación de 15 000 delegados. Para la organización del foro, se designó a la vicepresidenta peruana Mercedes Aráoz como presidenta de la comisión organizadora.

## Organización

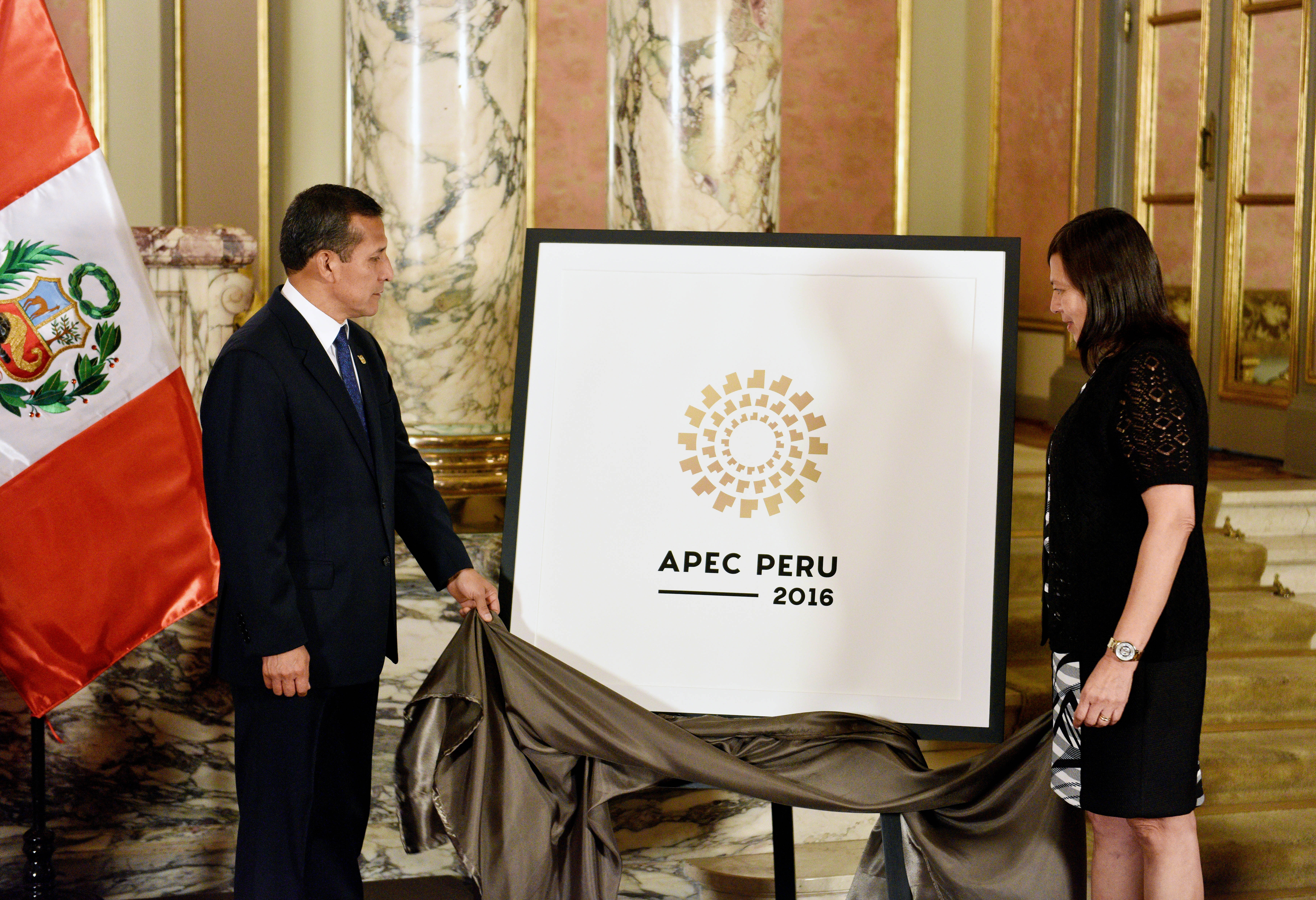
Develación del logo oficial de la cumbre (enero de 2016).

El 6 de septiembre de 2012, el ministro de  relaciones exteriores anunció la organización de la cumbre APEC del 2016.
El 4 de julio de 2014, el Ministerio de Relaciones Exteriores realizó la convocatoria de las sedes para la organización las reuniones descentralizadas del APEC. Las seis ciudades, sedes descentralizadas; serán: Arequipa, Iquitos, Piura, Tacna, Tarapoto y Trujillo.
El 18 de agosto de 2015, el ejecutivo creó el Proyecto Especial Perú APEC 2016 encargado de preparar y organizar las reuniones.
El 29 de enero de 2016, el presidente de ese entonces Ollanta Humala Tasso oficializó el lanzamiento de APEC 2016.
En 2016, se crea una Comisión de Alto Nivel encargada de la organización de APEC, presidida por la vicepresidenta Mercedes Aráoz.

## Eventos
Lima albergará la Cumbre Empresarial APEC 2016 que se realizará del 17 al 19 de noviembre y Cuarta Reunión ABAC el 14 y 17 de noviembre. El costo de las reuniones previa será de 74 millones de nuevos soles. Las reuniones ministeriales de Comercio y Turismo se organizó en Arequipa (17 y 18 de mayo) y Lima (28 y 29 de mayo).
La Reunión de Altos Funcionarios de Finanzas (Senior Finance Officials’ Meeting o SFOM) se realizó del 24 al 27 de mayo en la ciudad de Trujillo.

### Reunión de Líderes Económicos

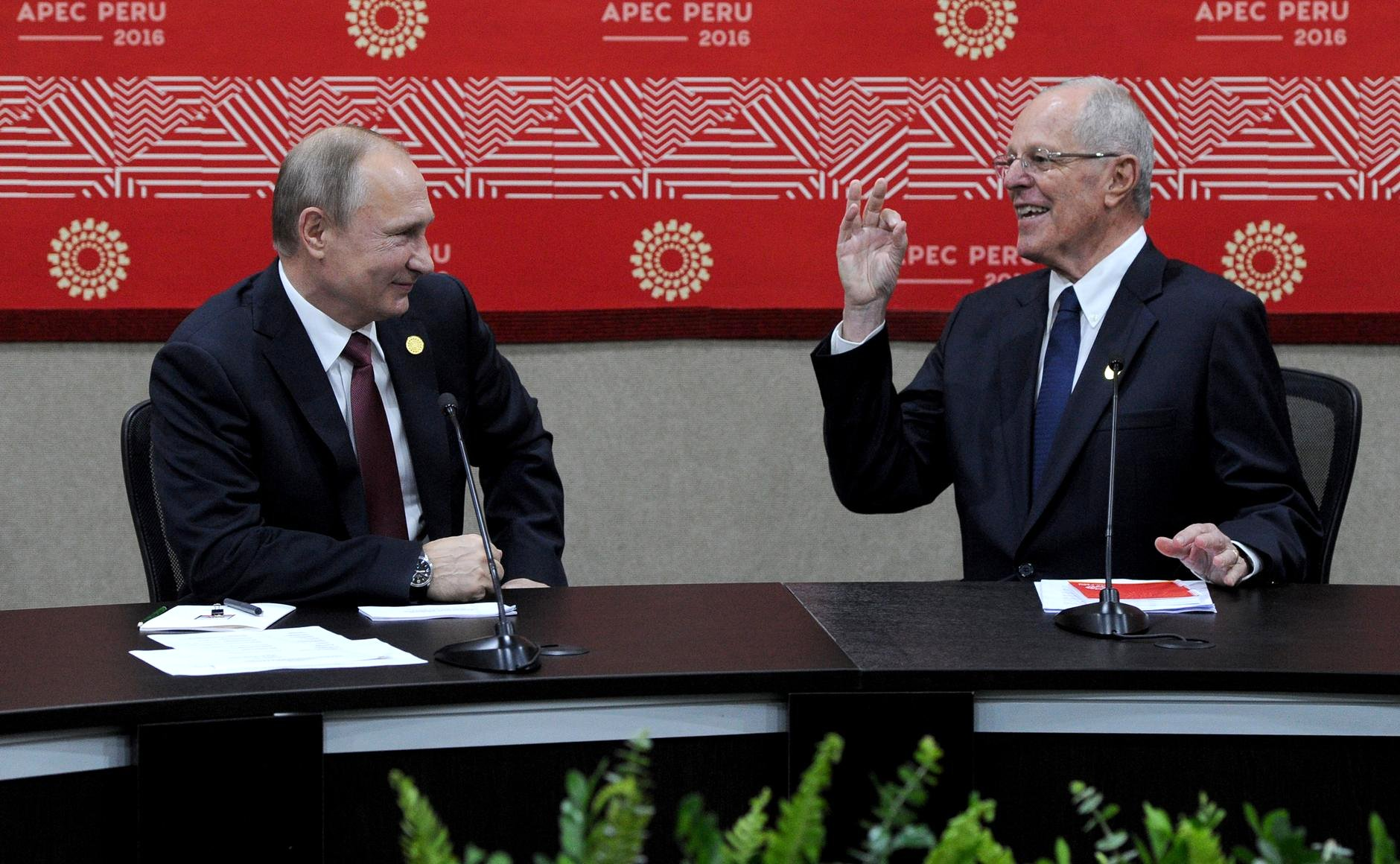
Presidente del Perú Pedro Pablo Kuczynski y de Rusia Vladímir Putin en una charla durante el APEC 2016.

Lima albergará la XXIV Cumbre de Líderes entre el 19 y 20 de noviembre.
El presidente de Colombia, Juan Manuel Santos ,el argentino, Mauricio Macri y el estadounidense, Mark Zuckerberg (creador de Facebook)  asistirán como invitados. Del mismo modo, la directora del Fondo Monetario Internacional, Christine Lagarde, sostendrá reuniones con los líderes asistentes.

#### Líderes asistentes
| Los asistentes programados Reunión de Líderes Económicos del APEC 2016 | Los asistentes programados Reunión de Líderes Económicos del APEC 2016 | Los asistentes programados Reunión de Líderes Económicos del APEC 2016 | Los asistentes programados Reunión de Líderes Económicos del APEC 2016 |
| Economía miembro                                                       | Posición                                                               | Nombre                                                                 |                                                                        |
| ---------------------------------------------------------------------- | ---------------------------------------------------------------------- | ---------------------------------------------------------------------- | ---------------------------------------------------------------------- |
| Argentina (Invitado)                                                   | Presidente                                                             | Mauricio Macri                                                         |                                                                        |
| Australia                                                              | Primer Ministro                                                        | Malcolm Turnbull                                                       |                                                                        |
| Brunéi                                                                 | Sultán                                                                 | Hassanal Bolkiah                                                       |                                                                        |
| Canadá                                                                 | Primer Ministro                                                        | Justin Trudeau                                                         |                                                                        |
| Chile                                                                  | Presidenta                                                             | Michelle Bachelet Jeria                                                |                                                                        |
| China                                                                  | Presidente                                                             | Xi Jinping                                                             |                                                                        |
| Taiwán                                                                 | Representante especial                                                 | James Soong                                                            |                                                                        |
| Colombia (Invitado)                                                    | Presidente                                                             | Juan Manuel Santos                                                     |                                                                        |
| Corea del Sur                                                          | Primer Ministro                                                        | Hwang Kyo-ahn                                                          |                                                                        |
| Estados Unidos                                                         | Presidente                                                             | Barack Obama                                                           |                                                                        |
| Filipinas                                                              | Presidente                                                             | Rodrigo Duterte                                                        |                                                                        |
| Hong Kong                                                              | Jefe Ejecutivo                                                         | Leung Chun-ying                                                        |                                                                        |
| Indonesia                                                              | Presidente                                                             | Joko Widodo                                                            |                                                                        |
| Japón                                                                  | Primer Ministro                                                        | Shinzo Abe                                                             |                                                                        |
| Malasia                                                                | Primer Ministro                                                        | Najib Razak                                                            |                                                                        |
| México                                                                 | Presidente                                                             | Enrique Peña Nieto                                                     |                                                                        |
| Nueva Zelanda                                                          | Primer Ministro                                                        | John Key                                                               |                                                                        |
| Papúa Nueva Guinea                                                     | Primer Ministro                                                        | Peter O'Neill                                                          |                                                                        |
| Perú                                                                   | Presidente                                                             | Pedro Pablo Kuczynski                                                  |                                                                        |
| Rusia                                                                  | Presidente                                                             | Vladímir Putin                                                         |                                                                        |
| Singapur                                                               | Primer Ministro                                                        | Lee Hsien Loong                                                        |                                                                        |
| Tailandia                                                              | Primer Ministro                                                        | Prayut Chan-o-cha                                                      |                                                                        |
| Vietnam                                                                | Presidente                                                             | Trần Đại Quang                                                         |                                                                        |